# Songs: Ohia/Appendix Out
Songs: Ohia/Appendix Out är en split-7" av Songs: Ohia och Appendix Out, utgiven 1998.

## Låtlista
1. "Second Perthshire House Song" (Appendix Out)
2. "Round Reel of Eight" (Appendix Out)
3. "Twelve of Them" (Appendix Out)
4. "Hay Bale Blues" (Appendix Out)
5. "Nay Tis Not Death" (Songs: Ohia)